# Parlamentswahl in Griechenland Januar 2015
- KKE: 15
- SYRIZA: 149
- PASOK: 13
- Potami: 17
- ND: 76
- ANEL: 13
- XA: 17

Die vorgezogene Parlamentswahl in Griechenland im Januar 2015 fand am 25. Januar 2015 statt. Stärkste Partei wurde die von Alexis Tsipras angeführte linksradikale Partei SYRIZA. Es folgten die konservative Nea Dimokratia von Andonis Samaras und die neonazistische Chrysi Avgi (XA) von Nikolaos Michaloliakos. Nachdem sich Tsipras mit Panos Kammenos auf eine Koalitionsregierung zwischen SYRIZA und Anexartiti Ellines (ANEL) hatte einigen können (Kabinett Tsipras I), wurde er am Tag nach der Wahl als griechischer Ministerpräsident vereidigt.

## Anlass der vorgezogenen Wahl
Bei der Präsidentschaftswahl im Dezember 2014 konnte Stavros Dimas, Kandidat der regierenden Koalition aus Nea Dimokratia (ND) und Panellinio Sosialistiko Kinima (PASOK), in drei Wahlgängen im Parlament nicht die nötigen Mehrheiten erreichen. Die Nichtwahl des Präsidenten führt gemäß der griechischen Verfassung dazu, dass innerhalb von zehn Tagen das Parlament aufgelöst werden muss und innerhalb von dreißig Tagen Neuwahlen des Parlaments erfolgen müssen. Die Wahl fand am 25. Januar 2015 statt.

## Ausgangslage
Die Regierung Samaras hatte am 7. Dezember 2014 einen Haushalt vorgelegt, der nicht mit der Troika und der Euro-Gruppe abgestimmt war. Darin prognostizierte die Regierung Samaras ein Wirtschaftswachstum von 2,9 Prozent, eine Senkung der Arbeitslosenquote von 24,8 auf 22,6 Prozent und einen Rückgang der Staatsschuldenquote um mehr als sechs Prozent auf 171 Prozent vom Bruttoinlandsprodukt (BIP). Dagegen gingen die internationalen Geldgeber von einer Haushaltslücke in Höhe von mindestens 2,5 Milliarden Euro aus. Die im Rettungsprogramm bereitgestellten 1,8 Milliarden Euro konnten wegen der festgefahrenen Verhandlungen der Troika mit der Regierung Samaras nicht mehr 2014 bereitgestellt werden. Am folgenden Tag verkündete Samaras die vorgezogene Präsidentenwahl, obwohl seine Koalitionsregierung nicht über die erforderlichen Mehrheiten verfügte. Die EU hatte vor einer Neuwahl gewarnt, da die in allen Meinungsumfragen führende SYRIZA die Austeritätspolitik ablehnt und eine Neuverhandlung der Schuldenverträge anstrebt.
Im Vorfeld der Wahl wurden der ND und SYRIZA Chancen zugesprochen, stärkste Partei zu werden und die neue Regierung anzuführen. Hauptstreitpunkt zwischen diesen Parteien war die Haltung gegenüber der Reformpolitik im Zuge der Staatsschuldenkrise. Während die ND unter Premierminister Andonis Samaras eine Politik der Austerität durchgesetzt hatte und damit den Forderungen der Geldgeber nachgekommen war, verlangte SYRIZA ein Ende der Austerität. SYRIZA hatte zudem angekündigt, Deutschland mit Forderungen aus dem Zweiten Weltkrieg (siehe hier) zu konfrontieren.
Anfang Januar gründete der ehemalige Ministerpräsident und PASOK-Vorsitzende Giorgos Papandreou eine neue Partei, die sozialdemokratische Kinima Dimokraton Sosialiston. Da die PASOK zu diesem Zeitpunkt in Umfragen bei etwa 5 % lag, hätten durch diese Abspaltung beide Parteien an der Sperrklausel scheitern können, was die erst neu gegründete linksliberale Partei To Potami als einzige Partei mit sozialdemokratischem Charakter zurückgelassen hätte. Papandreous Parteigründung wurde auch als Versuch angesehen, einen Teil der SYRIZA-Wählerschaft zu gewinnen.
Die ökologisch-grüne Partei Ikologi Prasini vereinbarte am 9. Januar mit SYRIZA die Unterstützung mit 20 Kandidaten auf der Kandidaten-Liste von SYRIZA. Auf der Gesamtstaatsliste trat Giannis Tsironis an.
Zwei Tage vor der Wahl äußerte Euro-Gruppen-Chef Jeroen Dijsselbloem, sollte die nächste griechische Regierung die Reformvereinbarungen brechen, würden die Partner alle Hilfen stoppen.

## Wahlsystem
Gewählt wurden 300 Abgeordnete. Dabei wurden 288 Sitze über Wahlkreislisten, die restlichen 12 Sitze durch Verhältniswahl über eine Gesamtstaatsliste gewählt. Eine Partei musste aufgrund einer Sperrklausel eine Hürde von 3 Prozent überwinden, um in das Parlament einziehen zu können. 250 Sitze wurden prozentual verteilt. Die wählerstärkste Partei SYRIZA erhielt zusätzlich 50 Sitze. In Griechenland besteht Wahlpflicht, Sanktionen bei Nichtwahl wurden aber 2001 abgeschafft.

## Parteien
Der Oberste Gerichtshof ließ 18 Parteien und 4 Wahlbündnisse zur Parlamentswahl zu. Die Parteien Komma Fileftheron (Partei der Liberalen), Ethniki Elpida (Nationale Hoffnung) und Elliniko Kinima Amesis Dimokratias (Bürgerparlament – Hellenische Direktdemokratie-Bewegung) und der Zusammenschluss unabhängiger Kandidaten Axioprepia (Allianz Unabhängiger Abgeordneter „Würde“) wurden von der Wahl ausgeschlossen. Jeweils ein Parlamentarier der Chrysi Avgi, LAOS und EDEM konnte aus formalen Gründen nicht kandidieren.
| Parteien | Parteien | Parteien        | Parteien | Parteien                                            | Parteien                  | Parteien                                |
| Nr.      | Logo     | Logo            | Name | Ausrichtung                                         | Spitzenkandidat           | Spitzenkandidat                         |
| -------- | -------- | --------------- | --- | --------------------------------------------------- | ------------------------- | --------------------------------------- |
| 1.       |          | Logo der ND     | Nea Dimokratia (ND) Neue Demokratie Νέα Δημοκρατία (ΝΔ) | konservativ                                         | Andonis Samaras           | Andonis Samaras                         |
| 2.       |          | Logo der SYRIZA | Synaspismos Rizospastikis Aristeras (SYRIZA) Koalition der Radikalen Linken Συνασπισμός Ριζοσπαστικής Αριστεράς (ΣΥΡΙΖΑ) | linkssozialistisch                                  | Alexis Tsipras            | Alexis Tsipras                          |
| 3.       |          | Logo der PASOK  | Panellinio Sosialistiko Kinima (PASOK) Panhellenische Sozialistische Bewegung Πανελλήνιο Σοσιαλιστικό Κίνημα (ΠΑΣΟΚ) | sozialdemokratisch                                  | Evangelos Venizelos       | Evangelos Venizelos                     |
| 4.       |          |                 | Laikos Syndesmos – Chrysi Avgi Volksbund - Goldene Morgendämmerung/Morgenröte Λαϊκός Σύνδεσμος – Χρυσή Αυγή (ΧΑ) | neonazistisch                                       |                           | Nikolaos Michaloliakos                  |
| 5.       |          | Logo der KKE    | Kommounistiko Komma Elladas (KKE) Kommunistische Partei Griechenlands Κομμουνιστικό Κόμμα Ελλάδας (KKE) | kommunistisch                                       | Dimitris Koutsoumbas      | Dimitris Koutsoumbas                    |
| 6.       |          |                 | Telia – Apostolos Gletsos Punkt – Apostolos Gletsos Τελεία – Απόστολος Γκλέτσος |                                                     |                           | Apostolos Gletsos                       |
| 7.       |          |                 | Organosi Kommouniston Diethniston Elladas (O.K.D.E.) Organisation Kommunistischer Internationalisten Ο.Κ.Δ.Ε. – Οργάνωση Κομμουνιστών Διεθνιστών Ελλάδας | kommunistisch                                       |                           | 3-köpfiges Präsidium                    |
| 8.       |          |                 | Kinima Dimokraton Sosialiston (KIDISO) Bewegung der Demokraten (und) Sozialisten Κίνημα Δημοκρατών Σοσιαλιστών | sozialdemokratisch                                  | Giorgos Andrea Papandreou | Giorgos Andrea Papandreou               |
| 9.       |          |                 | Anexartiti Ananeotiki Aristera, Ananeotiki Dexia, Ananeotiki PASOK, Ananeotiki Nea Dimokratia, Ochi ston Polemo, Komma Epichirisi Charizo Ikopeda, Charizo Chrei, Soso Zoes, Panagrotiko Ergatiko Kinima Ellados (PA.E.K.E.) Unabhängige Innovative Linke, Innovative rechte, Innovative PASOK, Innovative Nea Dimokratia, Nein zum Krieg, Partei Aktion ich verschenke Grundstücke, Ich erlasse Schulden, Ich rette Leben, Pan-Landwirtschaftliche Arbeiterbewegung Griechenlands Ανεξάρτητη Ανανεωτική Αριστερά, Ανανεωτική Δεξιά, Ανανεωτικό ΠΑΣΟΚ, Ανανεωτική Νέα Δημοκρατία, Όχι στον Πόλεμο, Κόμμα Επιχείρηση Χαρίζω Οικόπεδα, Χαρίζω Χρέη, Σώζω Ζωές, Παναγροτικό Εργατικό Κίνημα Ελλάδος (ΠΑ.Ε.Κ.Ε.) |                                                     |                           | Miltiadis Tzalazidis                    |
| 10.      |          |                 | Kinima Ethnikis Andistasis (K.E.AN.) Nationale Widerstandsbewegung Κ.Ε.ΑΝ. – Κίνημα Εθνικής Αντίστασης |                                                     |                           | Ippokratis Savvouras                    |
| 11.      |          |                 | EEK Trotskistes - Ergatiko Epanastiko Komma Trotzkisten – Arbeiter-Revolutionspartei ΕΕΚ Τροτσκιστές - Εργατικό Επαναστατικό Κόμμα | trotzkistisch                                       |                           | Sampetai Matsas                         |
| 12.      |          |                 | Laikos Orthodoxos Synagermos (LA.O.S.) Orthodoxer Volksalarm ΛΑ.Ο.Σ. – Λαϊκός Ορθόδοξος Συναγερμός | nationalistisch, rechtspopulistisch                 | Georgios Karatzaferis     | Georgios Karatzaferis                   |
| 13.      |          |                 | Enosi Kendroon Zentrums-Union Ένωση Κεντρώων | liberal                                             |                           | Vasilis Levendis                        |
| 14.      |          |                 | Elliniko Lefko Kinima Simerinis Ideologias (ELKSI) Hellenische Weiße Bewegung Heutiger Ideologie ΕΛΚΣΙ – Ελληνικό Λευκό Κίνημα Σημερινής Ιδεολογίας (Ελ. Δανιηλίδης), |                                                     |                           | Eleftherios Daniilidis                  |
| 15.      |          |                 | Enosi Dimokratikis Ethnikis Metarrythmisis EDEM Union Demokratische Nationalreform ΕΔΕΜ – Ένωση Δημοκρατικής Εθνικής Μεταρρύθμισης |                                                     |                           | 3-köpfiges Präsidium                    |
| 16.      |          |                 | Rizospastiko Orthodoxo Metopo Allilengyis (ROMA) Radikale Orthodoxe Solidaritätsfront «ΡΟΜΑ» – Ριζοσπαστικό Ορθόδοξο Μέτωπο Αλληλεγγύης |                                                     |                           | Angelos Liakopoulos                     |
| 17.      |          |                 | To Potami Der Fluss Το Ποτάμι | Mitte-links, proeuropäisch, zentrisch               | Stavros Theodorakis       | Stavros Theodorakis                     |
| 18.      |          |                 | Elliniki Laiki Dimokratiki Apeleftherosi (EL.LA.DA) Hellenische Volksdemokratische Befreiung ΕΛ.ΛΑ.ΔΑ -Ελληνική Λαϊκή Δημοκρατική Απελευθέρωση |                                                     |                           | Konstandinos Papanikolas                |
| 19.      |          |                 | Andikapitalistiki Aristeri Synergasia gia tin Anatropi (ANT.AR.SY.A) – Metopo tis Andikapitalistikis Epanastikis Koummounistikis Aristera ke tis Rizospastikis Ikologias ke Metopiki Aristeri Symborevsi (MARS) Antikapitalistische Linke Kooperation für den Umsturz (ANT.AR.SY.A) – Front der Antikapitalistischen Revolutionären Kommunistischen Linken und Radikalen Ökologie und Frontalen Linken Kooperation – MARSΑ ντικαπιταλιστική Αριστερή Συνεργασία για την Ανατροπή (ΑΝΤ.ΑΡ.ΣΥ.Α.) – Μέτωπο της Αντικαπιταλιστικής Επαναστατικής Κουμμουνιστικής Αριστεράς και της Ριζοσπαστικής Οικολογίας και Μετωπική Αριστερή Συμπόρευση (ΜΑΡΣ)                                                             | kommunistisch                                       |                           | Zentralkomitee und 3-köpfiges Präsidium |
| 20.      |          |                 | Kommounistiko Komma Elladas (marxistiko-leninistiko) KKE (m-l) – Marxistiko-Leninistiko Kommounistiko Komma Elladas (M-L KKE) Κομμουνιστικό Κόμμα Ελλάδας (Μαρξιστικό-Λενινιστικό) ΚΚΕ(μ-λ) – Μαρξιστικό-Λενινιστικό Κομμουνιστικό Κόμμα Ελλάδας (Μ-Λ ΚΚΕ) | kommunistisch, marxistisch-leninistisch, maoistisch |                           | 4-köpfiges Präsidium                    |
| 21.      |          |                 | Prasini – Dimokratiki Aristera (DIMAR) Grüne – Demokratische Linke Πράσινοι – Δημοκρατική Αριστερά | gemäßigt links, ökologisch                          | Fotis Kouvelis            | Nikos Chrysogelos, Fotis Kouvelis       |
| 22.      |          |                 | Anexartiti Ellines Ellines Ethnikis Patriotiki Symmachia, Agrotiko Ktinotrofiko Komma Elladas, Lefko, Pyrkafstos Ellada, Christianodimokratiko Komma Elladas, Anexartiti Ellines (ANEL) Unabhängige Hellenen Nationaler Patriotischer Allianz, Agrar- und Viehzucht-Partei Griechenlands, Feuergebrannt Hellas, Christlich-Demokratische Partei Griechenlands, Unabhängige Hellenen Ανεξάρτητοι Έλληνες Εθνικής Πατριωτική Συμμαχία, Αγροτικό Κτηνοτροφικό Κόμμα Ελλάδας, Λευκό, Πυρίκαυστος Ελλάδα, Χριστιανοδημοκρατικό Κόμμα Ελλάδος, Ανεξάρτητοι Έλληνες | nationalkonservativ, rechtspopulistisch             | Panos Kammenos            | Panos Kammenos                          |

## Umfragen
| Institut               | Zeitraum der Befragung | ND     | SYRIZA | PASOK | ANEL  | KKE   | XA    | Potami | KIDISO |
| ---------------------- | ---------------------- | ------ | ------ | ----- | ----- | ----- | ----- | ------ | ------ |
| Universität Makedonien | 21.–23. Jan. 2015      | 26,5 % | 33,5 % | 5,0 % | 3,5 % | 5,5 % | 6,0 % | 7,0 %  | 1,5 %  |
| ALCO                   | 21.–23. Jan. 2015      | 26,3 % | 32,9 % | 4,5 % | 3,6 % | 3,7 % | 5,4 % | 5,4 %  | 2,3 %  |
| Public Issue           | 20.–23. Jan. 2015      | 29,0 % | 35,0 % | 5,0 % | 3,5 % | 6,0 % | 6,5 % | 7,5 %  | 2,5 %  |
| Universität Makedonien | 17.–18. Jan. 2015      | 27,0 % | 33,5 % | 4,5 % | 3,0 % | 5,5 % | 5,5 % | 7,5 %  | 1,5 %  |
| Public Issue           | 10.–15. Jan. 2015      | 30,5 % | 35,5 % | 5,0 % | 3,0 % | 7,0 % | 6,5 % | 7,0 %  | 2,0 %  |
| ALCO                   | 11.–13. Jan. 2015      | 27,8 % | 31,2 % | 3,6 % | 2,6 % | 4,0 % | 5,0 % | 5,1 %  | 2,4 %  |
| Universität Makedonien | 10.–12. Jan. 2015      | 27,0 % | 31,5 % | 3,0 % | 3,0 % | 6,0 % | 7,0 % | 7,5 %  | 2,0 %  |
| kapa research          | 7.–8. Jan. 2015        | 25,5 % | 28,1 % | 5,2 % | 2,6 % | 5,0 % | 5,4 % | 6,5 %  | 2,8 %  |
| ALCO                   | 4.–6. Jan. 2015        | 28,6 % | 31,6 % | 3,6 % | 2,2 % | 3,8 % | 4,1 % | 4,2 %  | 2,5 %  |
| Public Issue           | 2.–9. Jan. 2015        | 30,0 % | 38,0 % | 5,5 % | 3,0 % | 5,0 % | 5,5 % | 7,0 %  | –      |
| Universität Makedonien | 28.–30. Dez. 2014      | 25,0 % | 29,5 % | 4,0 % | 2,0 % | 6,0 % | 6,0 % | 6,5 %  | –      |
| Public Issue           | 10.–17. Dez. 2014      | 29,5 % | 36,5 % | 6,0 % | 3,5 % | 6,0 % | 6,0 % | 8,5 %  | –      |
| ALCO                   | 8.–9. Dez. 2014        | 23,2 % | 28,0 % | 4,7 % | 3,3 % | 4,3 % | 5,4 % | 4,3 %  | –      |

Bereits vor Ankündigung zur Präsidentschaftswahl hatte die linksgerichtete SYRIZA in Umfragen vor der konservativen Nea Dimokratia gelegen. Eine Woche vor der Parlamentswahl konnte sie den Vorsprung von 4 auf 6,5 % gegenüber dem direkten Konkurrenten ausbauen. Die zum Zeitpunkt der Wahl mitregierende sozialdemokratische PASOK lag bei 4,5 %. Die erst 2014 gegründete pro-europäische linksliberale Partei To Potami hatte gute Chancen, mit 7,5 % drittstärkste Kraft zu werden. Gleichauf bei 5,5 % lagen die kommunistische KKE und die nationalsozialistische Chrysi Avgi. Die rechtspopulistische Anexartiti Ellines sowie Giorgos Papandreous neu gegründete sozialdemokratische Kinima Dimokraton Sosialiston lagen nach Umfragen knapp ober- bzw. unterhalb der 3-Prozent-Hürde, ein Einzug war daher unsicher. Für die linksgerichtete Dimokratiki Aristera, die bisher mit 17 Parlamentsmandaten vertreten war, und die rechtspopulistische LA.O.S. waren die Chancen laut Umfragen gering, ins Parlament einzuziehen.

## Ergebnisse

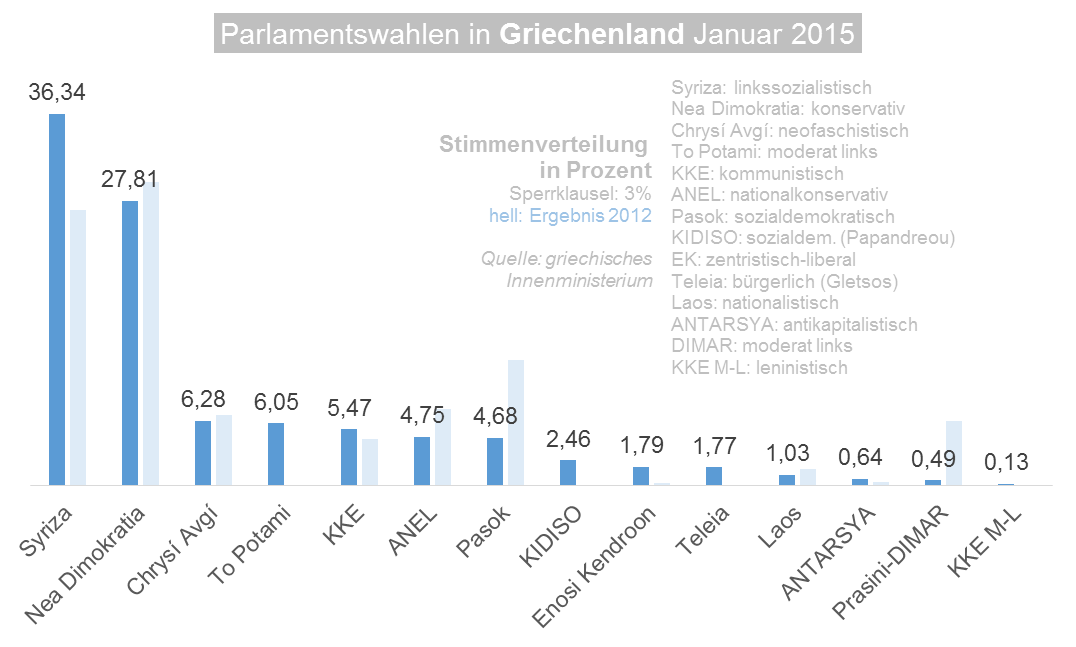
Wahlergebnisse in Prozent

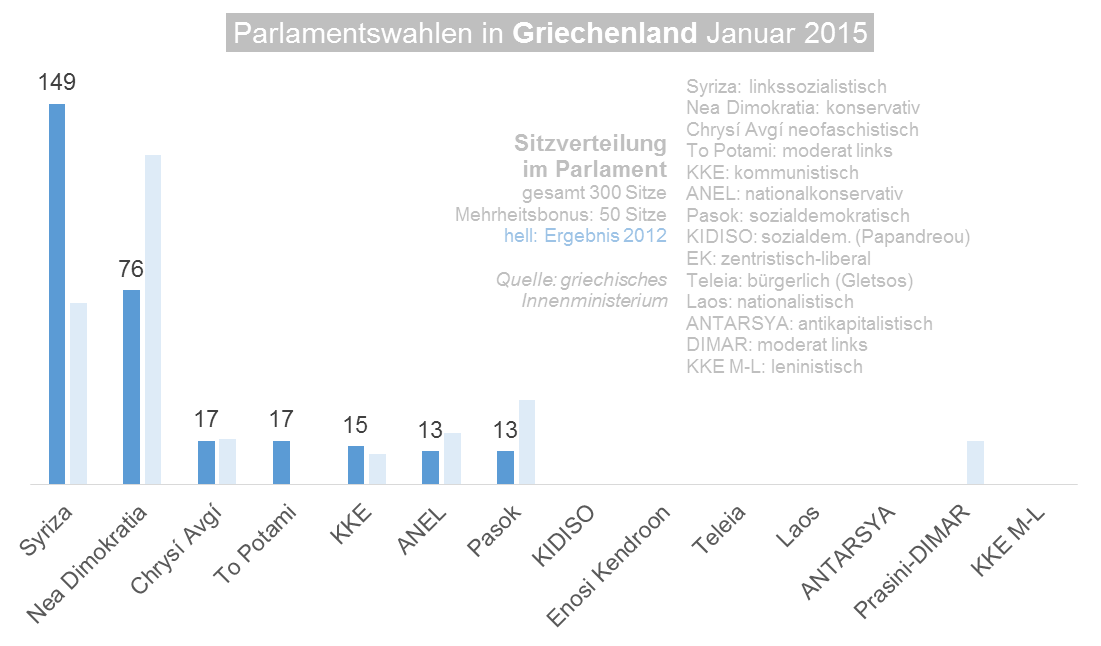
Wahlergebnisse in Mandaten

Mehrheiten nach Wahlbezirken:
SYRIZA
Nea Dimokratia

| Listen                   | Listen                                             | Stimmen   | %    | +/-  | Mandate | +/- |
| ------------------------ | -------------------------------------------------- | --------- | ---- | ---- | ------- | --- |
|                          | Synaspismos Rizospastikis Aristeras (SYRIZA)       | 2.245.978 | 36,3 | +8,6 | 149     | +78 |
|                          | Nea Dimokratia (ND)                                | 1.718.694 | 27,8 | −1,8 | 76      | −53 |
|                          | Chrysi Avgi (XA)                                   | 388.387   | 6,3  | −0,6 | 17      | −1  |
|                          | To Potami                                          | 373.924   | 6,0  | Neu  | 17      | Neu |
|                          | Kommounistikó Kómma Elládas (KKE)                  | 338.188   | 5,5  | +1,0 | 15      | +3  |
|                          | Anexartiti Ellines (ANEL)                          | 293.683   | 4,8  | −2,8 | 13      | −7  |
|                          | Panellinio Sosialistiko Kinima                     | 289.469   | 4,7  | −7,6 | 13      | −20 |
|                          | Kinima Dimokraton Sosialiston (KIDISO)             | 152.557   | 2,5  | Neu  | –       | Neu |
|                          | Enosi Kendroon (EK)                                | 110.923   | 1,8  | +1,5 | –       | ±0  |
|                          | Telia – Apostolos Gletsos                          | 109.500   | 1,8  | Neu  | –       | Neu |
|                          | Laikos Orthodoxos Synagermos (LAOS)                | 63.669    | 1,0  | –0,5 | –       | ±0  |
|                          | ANTARSYA–MARS                                      | 39.497    | 0,6  | +0,3 | –       | ±0  |
|                          | Prasini – Dimokratiki Aristera (Prasini – DIMAR)   | 29.820    | 0,5  | −5,8 | –       | −17 |
|                          | KKE (m-l) – M-L KKE                                | 7.999     | 0,1  | ±0,0 | –       | ±0  |
|                          | Enosi Dimokratikis Ethnikis Metarrythmisis (EDEM)  | 7.615     | 0,1  | Neu  | –       | Neu |
|                          | Elliniki Laiki Dimokratiki Apeleftherosi (ELLADA)  | 4.740     | 0,1  | Neu  | –       | Neu |
|                          | Ergatiko Epanastatiko Komma (EEK)                  | 2.363     | 0,0  | N/A  | –       | N/A |
|                          | Organosi Kommouniston Diethniston Elladas (OKDE)   | 1.854     | 0,0  | N/A  | –       | N/A |
|                          | Kinima Ethnikis Antistasis (KEAN)                  | 618       | 0,0  | ±0,0 | –       | ±0  |
|                          | Elliniko Leyko Kinima Simerinis Ideologias (ELKSI) | 76        | 0,0  | Neu  | –       | Neu |
|                          | Rizospastiko Orthodoxo Metopo Allileggyis (ROMA)   | 16        | 0,0  | Neu  | –       | Neu |
|                          | Panagrotiko Ergatiko Kinima Ellados (PAEKE)        | 1         | 0,0  | ±0,0 | –       | ±0  |
|                          | Unabhängige                                        | 1.301     | 0,0  | ±0   | –       | ±0  |
| Gesamt                   | Gesamt                                             | 6.180.872 | 100  |      | 300     | –   |
|                          |                                                    |           |      |      |         |     |
| Leere Stimmzettel        | Leere Stimmzettel                                  | 34.830    | 0,6  |      |         |     |
| Ungültige Stimmzettel    | Ungültige Stimmzettel                              | 114.654   | 1,8  |      |         |     |
| Wähler                   | Wähler                                             | 6.330.356 | 63,6 |      |         |     |
| Wahlberechtigte          | Wahlberechtigte                                    | 9.949.684 |      |      |         |     |
|                          |                                                    |           |      |      |         |     |
| Quelle: Innenministerium |                                                    |           |      |      |         |     |

## Nach der Wahl
Am Tag nach der Wahl einigten sich Tsipras und Panos Kammenos auf eine Koalitionsregierung zwischen SYRIZA und Anexartiti Ellines (ANEL). Tsipras wurde noch am gleichen Tag als neuer Ministerpräsident vereidigt. Am zweiten Tag nach der Wahl wurde das Kabinett Tsipras vorgestellt. Die Regierung verfügt über eine knappe Mehrheit von 162 von 300 Sitzen im Parlament.
Weil Giorgos Papandreous neugegründete sozialdemokratische Partei Kinima Dimokraton Sosialiston an der Sperrklausel scheiterte, ist erstmals nach 92 Jahren die Familie Papandreou nicht im griechischen Parlament vertreten.
Am 5. Februar trat das Parlament zu seiner konstituierenden Sitzung zusammen. Am Tag darauf wählte es die Syriza-Politikerin Zoi Konstantopoulou zur Parlamentspräsidentin.